# Chilabothrus monensis
Chilabothrus monensis är en ormart som beskrevs av Zenneck 1898. Chilabothrus monensis ingår i släktet Chilabothrus och familjen Boidae. IUCN kategoriserar arten globalt som starkt hotad.
Arten förekommer på Puerto Rico. Den vistas främst på marken. Honor lägger inga ägg utan föder levande ungar.

## Underarter
Arten delas in i följande underarter:
- C. m. monensis
- C. m. granti